# 放課後せんせいと。
『放課後せんせいと。』（ほうかごせんせいと）は、松月滉による日本の漫画。『別冊花とゆめ』（白泉社）にて、2016年7月号から連載開始。同誌が2018年7月号で休刊したことによりマンガParkに移籍し、同年8月に完結した。

## あらすじ
優秀な姉3人となにかと比較される立場の高校生・小出駒子。ある場面を目撃されたのがきっかけで、茶道部「きっさこ（喫茶去）同好会」顧問の国語教師・三竹星に同好会に勧誘され、部員第1号として入部することに。お茶を飲んでまったり、という活動に戸惑いながらも、駒子の中で同好会と星の存在が大きくなっていく。

## 登場人物
小出駒子（こいで こまこ）
本作の主人公。身長169センチメートル。16歳で高校1年生。特進科で優秀な姉3人となにかと比較されるが、本人は姉に比べれば凡人と認識していて悩んでいる。子犬が虐待されている場面を見て、いきなり加害者に頭突きをするほどの「体が先に動いてしまう」タイプ。真面目人間で頭痛持ち。
三竹星（みたけ しょう）
駒子が通う高校の国語教師。茶道部（きっさこ同好会）顧問。生徒に人気がある。悪筆。茶道の腕前は、三竹をよく思っていない生活指導教師も認めざるを得ないほど。
辺見泰知（へんみ たいち）
駒子が通う高校の保健医。三竹とは仲がいいが、そう言われるのは2人とも嫌がる。

## 書誌情報
- 松月滉 『放課後せんせいと。』 白泉社 〈花とゆめコミックス〉、全4巻
  1. 2017年3月25日発行（2017年3月20日発売）、ISBN 978-4-592-21416-8
  2. 2017年9月25日発行（2017年9月20日発売）、ISBN 978-4-592-21417-5
  3. 2018年4月25日発行（2018年4月20日発売）、ISBN 978-4-592-21418-2
  4. 2018年10月25日発行（2018年10月19日発売）、ISBN 978-4-592-21419-9